# Acianthera
Acianthera, veliki rod jednosupnica iz porodice kaćunovki ili orhideja. Pripada mu oko 270 vrsta pretežno rasprostranjen po Brazilu.

## Vrste
1. Acianthera aberrans (Luer) Pupulin & Bogarín
2. Acianthera aculeata (Luer & Hirtz) Luer
3. Acianthera acuminatipetala (A.Samp.) Luer
4. Acianthera adamantinensis (Brade) F.Barros
5. Acianthera adeodata P.Ortiz, O.Pérez & E.Parra
6. Acianthera adirii (Brade) Pridgeon & M.W.Chase
7. Acianthera aechme (Luer) Pridgeon & M.W.Chase
8. Acianthera agathophylla (Rchb.f.) Pridgeon & M.W.Chase
9. Acianthera alainii (Dod) A.Doucette
10. Acianthera albiflora (Barb.Rodr.) Karremans
11. Acianthera albopurpurea (Kraenzl.) Chiron & Van den Berg
12. Acianthera amaralii (Pabst) F.Barros & L.R.S.Guim.
13. Acianthera angustifolia (Lindl.) Luer
14. Acianthera angustisepala (Ames & Correll) Pridgeon & M.W.Chase
15. Acianthera antennata (Garay) Pridgeon & M.W.Chase
16. Acianthera aphthosa (Lindl.) Pridgeon & M.W.Chase
17. Acianthera appendiculata (Cogn.) A.Doucette
18. Acianthera asaroides (Kraenzl.) Pridgeon & M.W.Chase
19. Acianthera atrata Chiron & Xim.Bols.
20. Acianthera atroglossa (Loefgr.) F.Barros & L.R.S.Guim.
21. Acianthera atropurpurea (Barb.Rodr.) Chiron & Van den Berg
22. Acianthera auriculata (Lindl.) Pridgeon & M.W.Chase
23. Acianthera bahorucensis (Luer) A.Doucette
24. Acianthera barthelemyi (Luer) Karremans
25. Acianthera beyrodtiana (Kraenzl.) Karremans
26. Acianthera bibarbellata (Kraenzl.) F.Barros & L.R.S.Guim.
27. Acianthera bicarinata (Lindl.) Pridgeon & M.W.Chase
28. Acianthera biceps (Luer & Hirtz) Luer
29. Acianthera bicornuta (Barb.Rodr.) Pridgeon & M.W.Chase
30. Acianthera bidentata (Lindl.) F.Barros & V.T.Rodrigues
31. Acianthera bidentula (Barb.Rodr.) Pridgeon & M.W.Chase
32. Acianthera binotii (Regel) Pridgeon & M.W.Chase
33. Acianthera bissei (Luer) Luer
34. Acianthera boliviana (Rchb.f.) Pridgeon & M.W.Chase
35. Acianthera brachiloba (Hoehne) Pridgeon & M.W.Chase
36. Acianthera bragae (Ruschi) F.Barros
37. Acianthera breedlovei Soto Arenas, Solano & Salazar
38. Acianthera breviflora (Lindl.) Luer
39. Acianthera brunnescens (Schltr.) Karremans
40. Acianthera bryonii Luer
41. Acianthera butcheri (L.O.Williams) Pridgeon & M.W.Chase
42. Acianthera cabiriae Pupulin, G.A.Rojas & J.D.Zuñiga
43. Acianthera cachensis (Ames) Karremans
44. Acianthera caldensis (Hoehne & Schltr.) F.Barros
45. Acianthera calopedilon Toscano & Luer
46. Acianthera calypso (Luer) Karremans & Rinc.-González
47. Acianthera capanemae (Barb.Rodr.) Pridgeon & M.W.Chase
48. Acianthera caparaoensis (Brade) Pridgeon & M.W.Chase
49. Acianthera capillaris (Lindl.) Pridgeon & M.W.Chase
50. Acianthera carcinopsis Luer & Sijm
51. Acianthera carinata (C.Schweinf.) Luer
52. Acianthera caymanensis (C.D.Adams) Karremans
53. Acianthera cephalopodiglossa Toscano & Luer
54. Acianthera cerberus (Luer & R.Vásquez) Pridgeon & M.W.Chase
55. Acianthera chamelopoda (Luer) Luer
56. Acianthera chionopa (Luer) Pridgeon & M.W.Chase
57. Acianthera chrysantha (Lindl.) Pridgeon & M.W.Chase
58. Acianthera ciliata (Knowles & Westc.) F.Barros & L.R.S.Guim.
59. Acianthera circumplexa (Lindl.) Pridgeon & M.W.Chase
60. Acianthera cogniauxiana (Schltr.) Pridgeon & M.W.Chase
61. Acianthera compressicaulis (Dod) Pridgeon & M.W.Chase
62. Acianthera consatae (Luer & R.Vásquez) Luer
63. Acianthera cordatifolia (Dod) Pridgeon & M.W.Chase
64. Acianthera cornejoi Luer
65. Acianthera costabilis (Luer & R.Vásquez) Luer
66. Acianthera costaricensis (Schltr.) Pupulin & Karremans
67. Acianthera crassilabia (Ames & C.Schweinf.) Luer
68. Acianthera cremasta (Luer & J.Portilla) Luer
69. Acianthera crepiniana (Cogn.) Chiron & Van den Berg
70. Acianthera crinita (Barb.Rodr.) Pridgeon & M.W.Chase
71. Acianthera cryptantha (Barb.Rodr.) Pridgeon & M.W.Chase
72. Acianthera cryptophoranthoides (Loefgr.) F.Barros
73. Acianthera decipiens (Ames & C.Schweinf.) Pridgeon & M.W.Chase
74. Acianthera decurrens (Poepp. & Endl.) Pridgeon & M.W.Chase
75. Acianthera denticulata (Cogn.) Karremans
76. Acianthera deserta (Luer & R.Vásquez) Luer
77. Acianthera dichroa (Rchb.f.) F.Barros & L.R.S.Guim.
78. Acianthera discophylla (Luer & Carnevali) Luer
79. Acianthera dodsonii (Luer) Karremans & Rinc.-González
80. Acianthera duartei (Hoehne) Pridgeon & M.W.Chase
81. Acianthera dubbeldamii Luer & Sijm
82. Acianthera dutrae (Pabst) C.N.Gonç. & Waechter
83. Acianthera echinocarpa (C.Schweinf.) A.Doucette
84. Acianthera echinosa Luer & Toscano
85. Acianthera ellipsophylla (L.O.Williams) Pridgeon & M.W.Chase
86. Acianthera erebatensis (Carnevali & G.A.Romero) Luer
87. Acianthera ericae Luer
88. Acianthera erinacea (Rchb.f.) A.Doucette
89. Acianthera erosa (Urb.) A.Doucette
90. Acianthera erythrogramma (Luer & Carnevali) Luer
91. Acianthera esmeraldae (Luer & Hirtz) Luer
92. Acianthera exarticulata (Barb.Rodr.) Pridgeon & M.W.Chase
93. Acianthera exdrasii (Luer & Toscano) Luer
94. Acianthera eximia (L.O.Williams) Solano
95. Acianthera fabiobarrosii (Borba & Semir) F.Barros & F.Pinheiro
96. Acianthera fecunda Pupulin, G.A.Rojas & J.D.Zuñiga
97. Acianthera fenestrata (Barb.Rodr.) Pridgeon & M.W.Chase
98. Acianthera fernandezii Luer
99. Acianthera fockei (Lindl.) Pridgeon & M.W.Chase
100. Acianthera foetens (Lindl.) Chiron & Van den Berg
101. Acianthera fornograndensis L.Kollmann & A.P.Fontana
102. Acianthera freyi (Luer) F.Barros & V.T.Rodrigues
103. Acianthera fumioi (T.Hashim.) Luer
104. Acianthera garciae (Luer) Pridgeon & M.W.Chase
105. Acianthera geminicaulina (Ames) Pridgeon & M.W.Chase
106. Acianthera gigantea (Lindl.) A.Doucette
107. Acianthera glanduligera (Lindl.) Luer
108. Acianthera glumacea (Lindl.) Pridgeon & M.W.Chase
109. Acianthera gouveiae (A.Samp.) F.Barros & L.R.S.Guim.
110. Acianthera gracilis (Barb.Rodr.) F.Barros & L.R.S.Guim.
111. Acianthera gracilisepala (Brade) Luer
112. Acianthera gradeae Chiron & Benelli
113. Acianthera granitica (Luer & G.A.Romero) Luer
114. Acianthera greenwoodii Soto Arenas
115. Acianthera hamata Pupulin & G.A.Rojas
116. Acianthera hartwegiifolia (H.Wendl. & Kraenzl.) Solano & Soto Arenas
117. Acianthera hatschbachii (Schltr.) Chiron & Van den Berg
118. Acianthera heliconioides (Luer & R.Vásquez) Pridgeon & M.W.Chase
119. Acianthera heliconiscapa (Hoehne) F.Barros
120. Acianthera henrici (Schltr.) Luer
121. Acianthera heringeri (Hoehne) F.Barros
122. Acianthera herrerae (Luer) Solano & Soto Arenas
123. Acianthera herzogii (Schltr.) Baumbach
124. Acianthera heteropetala (Luer) Pridgeon & M.W.Chase
125. Acianthera hintonii (L.O.Williams) A.Doucette
126. Acianthera hirsutula (Fawc. & Rendle) Pridgeon & M.W.Chase
127. Acianthera hirtzii (Luer) Karremans & Rinc.-González
128. Acianthera hoffmannseggiana (Rchb.f.) F.Barros
129. Acianthera hondurensis (Ames) Pridgeon & M.W.Chase
130. Acianthera hygrophila (Barb.Rodr.) Pridgeon & M.W.Chase
131. Acianthera hystrix (Kraenzl.) F.Barros
132. Acianthera imitator Toscano, Luer & L.Kollmann
133. Acianthera inaequalis (Lindl.) F.Barros & L.R.S.Guim.
134. Acianthera johannensis (Barb.Rodr.) Pridgeon & M.W.Chase
135. Acianthera johnsonii (Ames) Pridgeon & M.W.Chase
136. Acianthera jordanensis (Brade) F.Barros
137. Acianthera juxtaposita (Luer) Luer
138. Acianthera kateora (Garay) Karremans & Rinc.-González
139. Acianthera kegelii (Rchb.f.) Luer
140. Acianthera klingelfusii Luer, Toscano & Baptista
141. Acianthera klotzschiana (Rchb.f.) Pridgeon & M.W.Chase
142. Acianthera krahnii Luer & Vásquez
143. Acianthera lamia (Luer) Pridgeon & M.W.Chase
144. Acianthera langeana (Kraenzl.) Pridgeon & M.W.Chase
145. Acianthera lappago (Luer) A.Doucette
146. Acianthera laxa (Sw.) A.Doucette
147. Acianthera lepidota (L.O.Williams) Pridgeon & M.W.Chase
148. Acianthera leptotifolia (Barb.Rodr.) Pridgeon & M.W.Chase
149. Acianthera limae (Porto & Brade) Pridgeon & M.W.Chase
150. Acianthera litensis (Luer & Hirtz) Luer
151. Acianthera lojae (Schltr.) Luer
152. Acianthera luteola (Lindl.) Pridgeon & M.W.Chase
153. Acianthera macilenta Luer & Hirtz
154. Acianthera macropoda (Barb.Rodr.) Pridgeon & M.W.Chase
155. Acianthera macuconensis (Barb.Rodr.) F.Barros
156. Acianthera maculiglossa Chiron & N.Sanson
157. Acianthera madisonii (Luer) Pridgeon & M.W.Chase
158. Acianthera magalhanesii (Pabst) F.Barros
159. Acianthera majakoluckae Soto Arenas & Solano
160. Acianthera malachantha (Rchb.f.) Pridgeon & M.W.Chase
161. Acianthera marquesii Luer & Toscano
162. Acianthera marumbyana (Garay) Luer
163. Acianthera melachila (Barb.Rodr.) Luer
164. Acianthera melanochthoda (Luer & Hirtz) Pridgeon & M.W.Chase
165. Acianthera melanoglossa (Luer & R.Escobar) Luer
166. Acianthera mendozae Luer
167. Acianthera mexiae (Luer) Pridgeon & M.W.Chase
168. Acianthera micrantha (Barb.Rodr.) Pridgeon & M.W.Chase
169. Acianthera minima (Cogn.) F.Barros
170. Acianthera minuta (Rolfe) Karremans
171. Acianthera miqueliana (H.Focke) Pridgeon & M.W.Chase
172. Acianthera modestissima (Rchb.f. & Warm.) Pridgeon & M.W.Chase
173. Acianthera montana (Barb.Rodr.) F.Barros & L.R.S.Guim.
174. Acianthera morenoi (Luer) Pridgeon & M.W.Chase
175. Acianthera morilloi (Carnevali & I.Ramírez) Luer
176. Acianthera moronae (Luer & Hirtz) Luer
177. Acianthera murex (Rchb.f.) Luer
178. Acianthera murexoidea (Pabst) Pridgeon & M.W.Chase
179. Acianthera muscicola (Barb.Rodr.) Pridgeon & M.W.Chase
180. Acianthera muscosa (Barb.Rodr.) Pridgeon & M.W.Chase
181. Acianthera myrticola (Barb.Rodr.) F.Barros & L.R.S.Guim.
182. Acianthera nellyae (P.Ortiz) Karremans
183. Acianthera nemorosa (Barb.Rodr.) F.Barros
184. Acianthera nikoleae A.Doucette & J.Portilla
185. Acianthera obscura (A.Rich. & Galeotti) Pridgeon & M.W.Chase
186. Acianthera ochreata (Lindl.) Pridgeon & M.W.Chase
187. Acianthera octophrys (Rchb.f.) Pridgeon & M.W.Chase
188. Acianthera odontotepala (Rchb.f.) Luer
189. Acianthera ofella (Luer) Pridgeon & M.W.Chase
190. Acianthera oligantha (Barb.Rodr.) F.Barros
191. Acianthera omissa (Luer) Pridgeon & M.W.Chase
192. Acianthera oricola (H.Stenzel) Karremans, Chiron & Van den Berg
193. Acianthera oscitans (Ames) Pridgeon & M.W.Chase
194. Acianthera pacayana (Schltr.) Solano & Soto Arenas
195. Acianthera panduripetala (Barb.Rodr.) Pridgeon & M.W.Chase
196. Acianthera pantasmi (Rchb.f.) Pridgeon & M.W.Chase
197. Acianthera pantasmoides (C.Schweinf.) Pridgeon & M.W.Chase
198. Acianthera papillosa (Lindl.) Pridgeon & M.W.Chase
199. Acianthera paradoxa (Luer & Dalström) Karremans
200. Acianthera pardipes (Rchb.f.) Pridgeon & M.W.Chase
201. Acianthera pariaensis (Carnevali & G.A.Romero) Carnevali & G.A.Romero
202. Acianthera parva (Rolfe) F.Barros & L.R.S.Guim.
203. Acianthera pavimentata (Rchb.f.) Pridgeon & M.W.Chase
204. Acianthera pazii Luer
205. Acianthera pectinata (Lindl.) Pridgeon & M.W.Chase
206. Acianthera pendens (Dod) A.Doucette
207. Acianthera per-dusenii (Hoehne) F.Barros & L.R.S.Guim.
208. Acianthera pernambucensis (Rolfe) F.Barros
209. Acianthera phoenicoptera (Carnevali & G.A.Romero) Luer
210. Acianthera phrynoglossa (Luer & Hirtz) A.Doucette
211. Acianthera platystachys (Regel) Chiron & Van den Berg
212. Acianthera pollardiana Solano
213. Acianthera polystachya (Ruiz & Pav.) Pupulin
214. Acianthera portilloi (Luer & R.Escobar) Karremans & Rinc.-González
215. Acianthera privigna (Luer) A.Doucette
216. Acianthera prognatha (Luer & R.Escobar) Pridgeon & M.W.Chase
217. Acianthera prolifera (Herb. ex Lindl.) Pridgeon & M.W.Chase
218. Acianthera prostrata (Lindl.) A.Doucette
219. Acianthera pubescens (Lindl.) Pridgeon & M.W.Chase
220. Acianthera punctatiflora (Luer) Pridgeon & M.W.Chase
221. Acianthera punicea (Luer) Pridgeon & M.W.Chase
222. Acianthera purpurascens (Luer & Hirtz) Karremans
223. Acianthera purpureoviolacea (Cogn.) F.Barros
224. Acianthera quadricristata (Luer & Hirtz) Luer
225. Acianthera quadriserrata (Luer) Pridgeon & M.W.Chase
226. Acianthera quisqueyana (Dod) A.Doucette
227. Acianthera ramosa (Barb.Rodr.) F.Barros
228. Acianthera recurva (Lindl.) Pridgeon & M.W.Chase
229. Acianthera rinkei Luer
230. Acianthera rodrigoi (Luer) Luer
231. Acianthera rodriguesii (Cogn.) Pridgeon & M.W.Chase
232. Acianthera rostellata (Barb.Rodr.) Luer
233. Acianthera rubroviridis (Lindl.) Pridgeon & M.W.Chase
234. Acianthera sandaliorum (G.A.Romero & Carnevali) Luer
235. Acianthera saraca-taquerensis Campacci & J.B.F.Silva
236. Acianthera sarcosepala (Carnevali & I.Ramírez) Carnevali & G.A.Romero
237. Acianthera saundersiana (Rchb.f.) Pridgeon & M.W.Chase
238. Acianthera saurocephala (G.Lodd.) Pridgeon & M.W.Chase
239. Acianthera scabripes (Lindl.) Karremans
240. Acianthera scalpricaulis (Luer) Pridgeon & M.W.Chase
241. Acianthera serpentula (Barb.Rodr.) F.Barros
242. Acianthera serratifolia Rinc.-González & Karremans
243. Acianthera serrulatipetala (Barb.Rodr.) Pridgeon & M.W.Chase
244. Acianthera sicaria (Lindl.) Pridgeon & M.W.Chase
245. Acianthera sicariopsis (Luer) Pridgeon & M.W.Chase
246. Acianthera sicula (Luer & R.Vásquez) Luer
247. Acianthera sigmoidea (Ames & C.Schweinf.) A.Doucette
248. Acianthera silvae (Luer & Toscano) Luer
249. Acianthera similis (Schltr.) Karremans, Chiron & Van den Berg
250. Acianthera simpliciflora (Dod) A.Doucette
251. Acianthera sonderiana (Rchb.f.) Pridgeon & M.W.Chase
252. Acianthera sotoana Solano
253. Acianthera spilantha (Barb.Rodr.) Luer
254. Acianthera stenzelii Luer
255. Acianthera strupifolia (Lindl.) Pridgeon & M.W.Chase
256. Acianthera subrotundifolia (Cogn.) F.Barros & V.T.Rodrigues
257. Acianthera sulcata (Porsch) F.Barros & V.T.Rodrigues
258. Acianthera sulphurea (Barb.Rodr.) F.Barros & V.T.Rodrigues
259. Acianthera tanyae Luer & Cornejo
260. Acianthera teres (Lindl.) Borba
261. Acianthera testifolia (Sw.) Solano
262. Acianthera thysana (Luer & J.Portilla) Karremans
263. Acianthera tikalensis (Correll & C.Schweinf.) Pridgeon & M.W.Chase
264. Acianthera toachica (Luer & Dodson) Luer
265. Acianthera tokachii (Luer) Luer
266. Acianthera translucida (Barb.Rodr.) Luer
267. Acianthera tricarinata (Poepp. & Endl.) Pridgeon & M.W.Chase
268. Acianthera trichophora (Lindl.) A.Doucette
269. Acianthera tristis (Barb.Rodr.) Pridgeon & M.W.Chase
270. Acianthera tunguraguae (F.Lehm. & Kraenzl.) A.Doucette
271. Acianthera unguicallosa (Ames & C.Schweinf.) Solano
272. Acianthera variegata (Barb.Rodr.) Campacci
273. Acianthera venulosa Luer
274. Acianthera verecunda (Schltr.) Pridgeon & M.W.Chase
275. Acianthera violacea (A.Rich. & Galeotti) Pridgeon & M.W.Chase
276. Acianthera violaceomaculata (Hoehne) Pridgeon & M.W.Chase
277. Acianthera viridis (Luer & Hirtz) Luer
278. Acianthera wageneriana (Klotzsch) Pridgeon & M.W.Chase
279. Acianthera wawraeana (Barb.Rodr.) F.Barros & V.T.Rodrigues
280. Acianthera welsiae-windischiae (Pabst) Pridgeon & M.W.Chase
281. Acianthera wilsonii (Lindl.) Pridgeon & M.W.Chase
282. Acianthera wyvern (Luer & R.Escobar) Pridgeon & M.W.Chase
283. Acianthera yauaperyensis (Barb.Rodr.) Pridgeon & M.W.Chase
284. Acianthera zumbae (Luer & Hirtz) Luer